# Boloye
Le boloye est une danse sacrée sénoufo. Elle est aussi appelée « danse des hommes-panthères » car l'habit que porte le danseur imite le pelage de ces félins. Cette danse est exécutée pour clore les rites initiatiques. Des calebasses ou « bolons » en langue sénoufo, sur lesquelles sont fixées des cordes en peau et des hochets forment l'orchestre du Boloye. L'âge des danseurs varie entre huit et quinze ans, et leur nombre entre deux et cinq. La danse de la panthère ou Boloye est faite d'acrobaties. Les danseurs sautent tantôt sur les deux pieds, tantôt sur un seul pied levé très haut.

## Origine en pays Sénoufo
Selon une légende locale, la danse de la panthère (Boloye) a été initiée par un ancêtre Fodonon qui aurait inventé l'instrument, alors qu'il s'ennuyait chez lui, en assemblant une liane bologui, une calebasse et une branche.
Waraniéné serait le premier village détenteur du Boloye mais aujourd'hui tous les villages Fodonon le possèdent.

## Usage

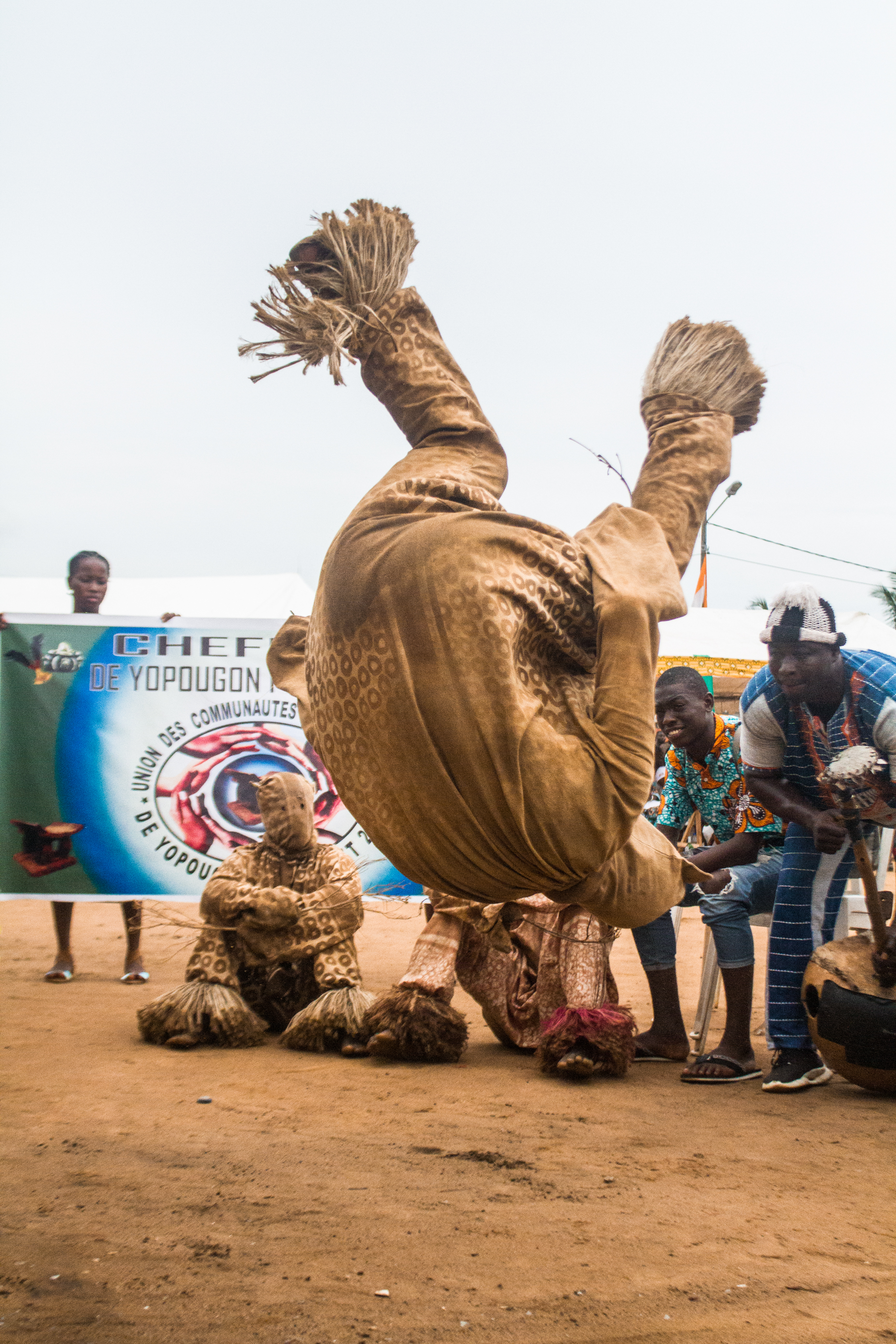
Salto lors d'un Boloye à Anono (Abidjan).

Cet instrument est pratiqué aux mariages et aux funérailles. Pour être acteur du Boloye il faut être initié. 
Le peuple Sénoufo étant un peuple d'agriculteurs (arachides, l'igname, le mil, le maïs, le riz, le sorgho, etc), ils ont également recours à la danse Boloye pour faire venir la pluie, bien que ça n'ait pas été son usage premier.
Les copies de l'instrument boloye ne sont pas réalisées en bois. En conséquence, le Boloye visible Abidjan et ailleurs est une copie. Il est fait pour se réjouir et donc peut être filmé. Par contre, l'original ne peut ni être filmé, ni photographié ».